# 제이슨 무어 (위키백과 편집자)

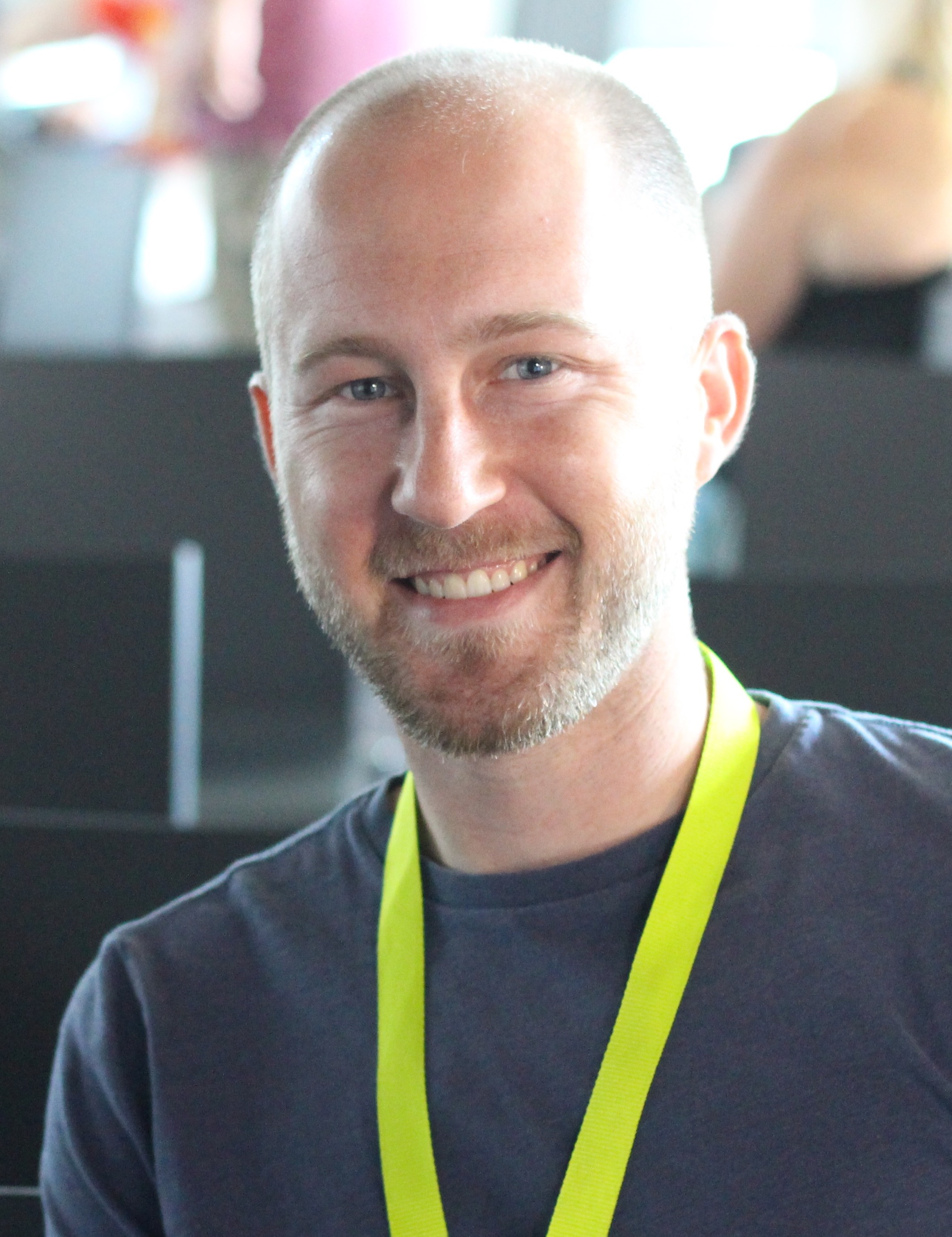
2016년 모습

제이슨 무어(Jason Moore, 1984년 또는 1985년 출생)는 편집 수 기준으로 영어 위키백과에서 가장 활동적인 기여자 중 한 명인 미국의 위키백과 편집자이다. 2007년부터 "어나더 빌리버"(Another Believer)로 편집 활동을 펼치고 있는 그는 코로나19 범유행, 조지 플로이드 시위, 자신이 거주하는 포틀랜드 (오리건주)의 문화 등을 다루는 시사 문제를 전문적으로 다루고 있다. 위키백과에서 무어는 이러한 주제에 대한 공동 작업을 위해 편집자 친화 그룹을 만들고 개발했다. 위키미디어 운동의 주최자로서 무어는 새로운 편집자를 교육하기 위해 모임과 편집 행사를 주최했다.